# Stolinski
Stolinski (biał. Столінскі; ros. Столинский; hist. Futory Stolińskie, biał. Столінскія Хутары) – chutor na Białorusi, w obwodzie brzeskim, w rejonie stolińskim, w sielsowiecie Glinka.
W dwudziestoleciu międzywojennym Futory Stolińskie leżały w Polsce, w województwie poleskim, w powiecie stolińskim, w gminie Stolin. Po II wojnie światowej w granicach Związku Sowieckiego. Od 1991 w niepodległej Białorusi.